# Claire Bender
Claire Bender (Den Haag, 30 september 1993) is een Nederlands actrice.

## Jeugd
Bender, dochter van een verpleegkundige (vader) en HRM-adviseur (moeder), is opgegroeid in Den Haag. Naar eigen zeggen was ze “een meisje met grote fantasie”. Ze doorliep de middelbare school Dalton Den Haag (2005-2011). Haar theaterstudie aan Jeugdtheaterschool Rabarber begon al veel eerder (vanaf 2001 tot 2010).
Al voor ze klaar was bij Rabarber speelde ze rollen in korte films en in Lover of Loser naar Carry Slee. Op haar dertiende vertolkte ze een rol in de voorstelling Blackbird van Het Nationale Toneel.
Bijna aansluitend op haar VWO-opleiding volgde ze van 2012 tot 2016 de opleiding aan de Toneelacademie Maastricht. In haar tweede jaar van deze opleiding speelde ze op het ITs Festival Amsterdam in een afstudeervoorstelling After the End (2014). In 2015/16 speelde ze in Theater Utrecht de voorstelling De stad der blinden en Een soort Hades. In 2016 volgde haar eigen afstudeerproject Volksvernietiging of mijn lever is zinloos. Daarna stond ze regelmatig op de planken, zoals bij het Internationaal Theater Amsterdam (stage, Kinderen van Nora en Ibsen Huis), De Theateralliantie (Het wonderbaarlijke voorval met de hond in de nacht) en Opening Statement. In 2024 was ze te zien in de televisieserie De Joodse Raad en in het theater met de toneelvoorstelling Wie is er bang voor Virginia Woolf? (maart-mei 2024).

## Filmografie
- 2024: Nieuw Zeer - Diverse rollen
- 2024: Dertigers - Ada
- 2024: De Joodse Raad - Virrie Cohen
- 2023: Happy Ending - Tirza
- 2023: Only you - Elisabeth
- 2023: Cast - Kiki
- 2022: Welkom in de middeleeuwen - Jacoba van Beieren
- 2020: Mocro Maffia - Nadine
- 2020: TV Kantine - Montana Meiland
- 2019: Morten - Kelly de Nooijer
- 2018: Thin Ice - Meisje
- 2018: Zomer in Zeeland - Lilian Beuker
- 2017: B.A.B.S. - Tessa (gastrol)
- 2016: puntUIT - Romy
- 2016: Trots en verlangen
- 2015-2016: Rundfunk - Marietje (13 afl.)
- 2012: Dokter Deen - Liv (gastrol)
- 2012: Moordvrouw - Jeltje Jongbloed (gastrol)
- 2011: Levenslang - Lotte
- 2011: SpangaS - Marjolein (6 afl.)
- 2009: Lover of Loser - Julia
- 2007: Lege Plekken - Gerda Deen (korte film)
- 2007: Wie helpt mij nu nog? - Gerda Deen (korte film)